# Lydella thompsoni
Lydella thompsoni är en tvåvingeart som beskrevs av Herting 1959. Lydella thompsoni ingår i släktet Lydella och familjen parasitflugor. Inga underarter finns listade i Catalogue of Life.